# Janiv
Janiv, častěji také Janov (ukrajinsky Янів, rusky Янов) byla vesnice, později součást města Pripjať ve Vyšhorodském Rajónu na Ukrajině. Obec se nacházela jižně od centra Pripjati a na západ od Černobylské jaderné elektrárny, v roce 1986 v obci žilo okolo 100 obyvatel.

## Historie
První zmínka obce pochází z 18. století tehdy pod názvem Janov. Vesnice prožila mezi 3. až 15. říjnem roku 1943 krvavé bitvy, dodnes se zde nachází pomník padlých.
V roce 1923 se obec stala součástí Černobylského rajónu, v roce 1970 se obec stala součástí města Pripjať. V roce 1986 byla evakuována ve stejný den společně s Pripjatí a kvůli vysoké radiaci musely být v roce 1987 všechny budovy zbořeny. Vesnice oficiálně zanikla 1. dubna 2003.

## Geografie
Janov se nacházel přibližně 20 km od Běloruské hranice, 18 km od města Černobyl a 2 km od Černobylské jaderné elektrárny.

### Nádraží
V obci se nacházela „hlavní železniční stanice Pripjati“, železniční stanice se nachází na trati Černihiv – Ovruč.